# Dudley (Missouri)
Dudley – miasto w Stanach Zjednoczonych, w stanie Missouri, w hrabstwie Stoddard.